# Старый Угринов
Ста́рый Угри́нов (укр. Старий Угринів) — село в Новицкой сельской общине Калушского района Ивано-Франковской области Украины.

## История
В «Истории городов и сёл Украинской ССР» первое письменное упоминание о селе Старый Угринов датируется 1447 годом. В. Грабовецкий в своей книге «Очерки истории Прикарпатья» первое упоминание села датирует 1440 годом.
В отношении происхождения названия существуют различные гипотезы. Среди местных жителей бытуют легенды, в которых название села связывается с именем его легендарного основателя Гриня. Прилагательное «старый» добавилось к названию якобы тогда, когда от старого Гриня отделился его средний сын (с ним связывают появление Среднего Угринова, впервые упоминающегося в 1605 году). Более правдоподобной является другая гипотеза, которая связывает происхождение названия Старого Угринова с венграми (уграми).
В 1648 году жители Старого Угринова участвовали в восстании под руководством священника Иоанна Грабовского, которое началось под влиянием побед Богдана Хмельницкого над поляками. Восстание было жестоко подавлено.
В 1909 году здесь родился будущий идеолог украинского националистического движения XX века Степан Бандера, руководитель Организации украинских националистов (ОУН-Б).
На полях сражений Первой мировой войны погибло три десятка жителей села, столько же возвратилось инвалидами. 
В ноябре 1918 староугриновцы вместе с жителями соседних деревень под руководством о. Андрея Бандеры приняли активное участие в перевороте в Калушском уезде, в ходе которого власть перешла к националистам. В рядах Украинских Сечевых Стрельцов и Украинской Галицкой Армии отличился уроженец Старого Угринова Николай-Амвросий Саевич.
Также выходцами из Старого Угринова были Василий Костив (псевдоним «Верховынець») — учёный-фольклорист, композитор, бывший сельский учитель, впоследствии был репрессирован советской властью как «украинский буржуазный националист»; Степан Стефурак — известный актёр первого украинского профессионального театра во Львове, который был знаком с И. Франко.
В Старом Угринове родился будущий командир Первой сотни УПА на Волыни Григорий Перегиняк, «Коробка», «Довбешка» (погиб 22 февраля 1943 года в бою против немцев возле Высоцка).
Активно действовала хата-читальня «Просвиты», в конце 1930-х годов здесь насчитывалось до 800 книг. В 1934—1935 годах сельская молодёжь собственными силами построила новое здание для «Просвиты» (теперь это Староугриновский Народный Дом). Действовали молодёжные общества «Сич», «Луг», «Пласт», позже молодёжная секция ОУН. Борьбу с употреблением алкоголя и табака вело общество «Возрождение».
Жители Старого Угринова были массово репрессированы после окончания Второй мировой войны. В 1947 и 1950 годах из родного села были насильно депортированы больше 60 семей, объявленных «пособниками ОУН-УПА».
Местная церковь (1820 года постройки), сгоревшая в 1914 году от обстрела российских войск и заново отстроенная в 1924 году, была закрыта и разграблена местными коммунистическими властями, часовня возле церковной резиденции — полностью разрушена колхозной техникой.
В 1988 году началось возрождение церкви, в 1990 году верующими была воссоздана на прежнем месте часовня.
С 1996 года действует Историко-мемориальный музей Степана Бандеры.

## Органы власти
Село входило в состав Среднеугриновского сельсовета. Адрес: Украина, 77363, Ивано-Франковская обл., Калушский район, с. Средний Угринов, ул. о. Н. Перепички, 3.
С декабря 2018 года Среднеугриневский сельсовет вошёл в состав Новицкой объединённой громады, соответствующий старостинский округ составили два села — Старый Угринов и Средний Угринов.